# Gyula Andrássy den äldre
Gyula (Julius) Andrássy, född den 3 mars 1823 i Kaschau i nuvarande Slovakien, död den 18 februari 1890 i Volosko i nuvarande Kroatien, var en ungersk greve och politiker, vilken 1871–1879 var Österrike-Ungerns utrikesminister. Han var son till den ungerske nationalisten Karl Andrássy (1792–1844) och far till Gyula Andrássy den yngre (1860–1929).

## Biografi
Andrássy uppfostrades till jurist, var riksdagsman 1847–1848 och obergespan, kämpade i revolutionskriget mot österrikarna, skickades av ungerska regeringen som sändebud till Konstantinopel, där han lyckades förhindra de ungerska flyktingarnas utlämning. Efter upprorets kuvande blev han dömd till döden samt hängdes in effigie.
Såsom flykting vistades han sedan i Paris, men fick amnesti, återvände till Ungern, blev 1861 riksdagsman och slöt sig till Deáks parti, som åsyftade Ungerns självständighet genom en försoning med den habsburgska monarkien. Han blev snart en av detta partis inflytelserikaste medlemmar, och då, efter freden med Preussen 1866, den österrikiska helstaten under Friedrich Ferdinand von Beusts ledning började ombildas på dualismens grundval, trädde Andrássy i spetsen för den ungerska ministären (februari 1867). I denna genomförde han en rad liberala reformer och lade grund till Ungerns nya härväsen (honvéd). Under fransk-tyska kriget 1870–1871 uppträdde han energiskt för bibehållande av Österrike-Ungerns neutralitet, och efter Beusts avgång blev han (november 1871) utrikesminister för hela monarkin. Han var den förste ungrare som innehade denna viktiga post.
Som utrikesminister arbetade Andrássy på vidmakthållande av ett gott förhållande till Tyskland, närmade sig även Ryssland (på trekejsarmötet i Berlin 1872) och iakttog under krigen på Balkanhalvön (1876–1878) neutralitet. Men efter Freden i San Stefano (1878) blev förhållandet till Ryssland kyligt, och på Berlinkongressen, där Andrássy var Österrike-Ungerns förste representant, utverkade han, att Österrike-Ungern fick sig uppdraget ockupationen av Bosnien och Hercegovina. Efter att ha med Bismarck bragt till slut förhandlingarna om ett tysk-österrikiskt försvarsförbund lämnade Andrássy av oklara skäl 22 september 1879 sin ministerpost. Även efter sitt avsked utövade han tidtals ett inte obetydligt inflytande genom sin personliga vänskap med kejsar Frans Josef och sin stora popularitet i Ungern.

## Utmärkelser
- Storkorset av Nederländska Lejonorden,  3 augusti 1874[13]
- Storkorsriddare av Italienska kronorden
- Gyllene skinnets orden
- Riddare av Sankt Alexander Nevskij-orden
- Storkorsriddare av Sankt Mauritius och Sankt Lazarusorden
- Storkors av Sankt Stefansorden
- Annunziataorden
- Andreasorden
- Kungliga Serafimerorden

[Redigera Wikidata]